# ペルソン
株式会社ペルソン（英文社名；PERSONNE Inc.）は、東京都千代田区に本社を置く日本の講演依頼代理店。旧社名は「ペルソンアンドペルソンエンターテインメント有限会社」。講演講師依頼受付サイト「講演依頼.com」の運営会社。

## 沿革
- 1995年12月、「ペルソンアンドペルソンエンターテインメント有限会社」として設立。新聞広告代理業、スポーツマネジメントのサービスを開始。
- 1997年1月、資本金を1000万円とし、社名を「株式会社ペルソン」に変更。
- 1999年10月、資本金を1300万円に増資。
- 2000年6月、講演講師依頼受付サイト「講演依頼.com」の運営開始。
- 2000年10月、資本金を1500万円に増資。
- 2001年10月、資本金を2650万円に増資。
- 2002年4月、講演依頼.com講師数が500名を超える。
- 2004年4月、事務所を東京都千代田区富士見から、東京都港区南青山へ移転。
- 2006年12月、事務所を東京都港区南青山から、東京都渋谷区鶯谷町へ移転。
- 2012年、3月、 講演依頼.com講師数が5000名を超える。
  - 12月、 事務所を東京都渋谷区鶯谷町から、東京都渋谷区千駄ヶ谷へ移転する。
- 2014年12月、講演依頼.comの登録講師数が6000名を超える。
- 2017年1月、事務所を東京都渋谷区千駄ヶ谷から、東京都港区白金へ移転する。
  - 4月、講演依頼.comの登録講師数が7000名を超える。
- 2018年7月、講演依頼.comの登録講師数が7500名を超える。
  - 10月、「講演依頼.com×？」をリニューアル。「講演依頼.com新聞」として運営開始。
- 2019年4月、講演依頼.comの登録講師数が8000名を超える。
- 2020年4月、講演依頼.comの登録講師数が9000名を超える。
  - 10月、事務所を東京都港区白金から、東京都千代田区富士見へ移転する。
- 2021年2月、オンライン講演 配信サポートプラン提供開始。「テレワーク東京ルール」実施企業認定。
- 2022年1月、東京都が提唱する「テレワーク推進リーダー」を設置。
- 2025年5月、講演依頼.com主催のオンライン講演サービス「KATARI」提供開始。

## 概要
社名の由来は、フランス語で「人」を意味する「Personne」から創業者の渡邊陽一が名付けた。事業の内容は、文化人やスポーツ選手・著名人の講演情報提供・講演依頼受付サイト「講演依頼.com」の運営（講演依頼代理業）、人材育成・組織作り・経営パフォーマンスの向上を目的とした企業向け研修、講演依頼.comに登録している講師の広報・プロモーション支援の3つの事業を柱としている。

## 著書
- 『あの有名著者は講演会で何を話しているのか? 』（著者：講演依頼.com、2010年10月8日、ワニブックスPLUS新書）